# 雨花門駅
雨花門駅（うかもんえき）は、中華人民共和国江蘇省南京市秦淮区晨光インターチェンジの南西部にある、南京地下鉄3号線の駅である。

## 歴史
- 2015年4月1日3号線の駅として開業。

## 駅構造

### のりば
| 番線 | 路線            | 方面                                   | 行先      |
| ---- | --------------- | -------------------------------------- | --------- |
|      | 南京地下鉄3号線 | 浮橋・小市・上元門・柳洲東路 方面      | 林場 行き |
|      | 南京地下鉄3号線 | 卡子門・大明路・誠信大道・秣周東路方面 | 秣陵 行き |

## 隣の駅
南京地下鉄
■3号線
武定門駅 - 雨花門駅 - 卡子門駅